# Општина Фрумоаса (Харгита)
Фрумоаса (рум. Frumoasa) општина је у Румунији у округу Харгита.
Oпштина се налази на надморској висини од 911 m.